# Йорт, Йохан
Йохан Йорт (норв. Johan Hjort; 18 февраля 1869 года, Христиания ― 7 октября 1948 года, Осло) ― норвежский учёный. Специалист в области промышленного рыболовства, морской зоолог и океанограф.

## Биография
Йохан Йорт был первым ребёнком в семье профессора офтальмологии Йохана С. А. Йорта и Элизабет Фальсен. Его младшим братом был инженер Альф Йорт, который занимался строительством подводных тоннелей в Нью-Йорке.  Йохан Йорт хотел стать зоологом с детских лет, но, чтобы угодить своему отцу, поступил на медицинские курсы. Однако вскоре он всё-таки последовал совету Фритьофа Нансена и отправился в Мюнхенский университет, где начал изучать зоологию у Рихарда Гертвига.  Работал на Stazione Zoologica  в Неаполе по проблеме эмбриологии, и в 1892 году, в возрасте 23 лет, за свои исследования был удостоен докторской степени в Мюнхене.  Вернулся в Норвегию, чтобы стать куратором Университетского зоологического музея, где он разработал более современные учебные курсы для студентов, и в 1894 году он сменил Георга-Оссиана Сарса на посту научного сотрудника по рыбному хозяйству. Проведя год в Йенском университете, Йорт в 1897 году был назначен директором Университетской биологической станции в Дрёбаке.
Йорт был директором Норвежского института морских исследований в Бергене с 1900 по 1916 год.  Имея большую известность заграницей, он принимал участие в международной исследовательской работе, и был одним из основателей Международного совета по исследованию моря (ICES), образованного в 1902 году.  Он также был делегатом от Норвегии в ICES с 1902 и вплоть до 1938 года, когда он был избран президентом организации. Эту должность он занимал до своей смерти в 1948 году.
В 1909 году сэр Джон Мюррей написал правительству Норвегии письмо о том, что, если они одолжат ему судно «Михаэль Сарс» для четырёхмесячного исследовательского круиза под научным командованием Йорта, то Мюррей оплатит все расходы.  Подготовка к нему заняла зиму.  Книга Мюррея и Йорта «Глубины океана», изданная в 1912 году, быстро стала признанной классикой среди натуралистических и океанографических исследований.
В течение нескольких лет Йорт занимался исследованиями статистического характера и причин больших колебаний популяций рыб.  Он был первым, кто применил актуарные статистические методы для изучения этих явлений, чему также способствовали методы измерения, позволившие оценить возраст рыбы, взятой для отбора проб.  Кульминацией исследований Хьорта стала статья «Флуктуации в Великом рыболовецком хозяйстве Северной Европы», выпущенная в 1914 году. Это была ключевая работа в теории развитии науки о рыболовстве.
Эти исследования вызвали у него интерес к проблеме динамики популяций. Йорт стремился добиться понимания причин роста популяций различных организмов, от культур дрожжей до китов, рыб и самого человека.  Учёный считал, что результаты таких исследований могут иметь важное значение для человеческого общества, особенно в плане развития теорий Мальтуса и Дарвина.  Он с самого начала был обеспокоен последствиями больших масштабов отлова рыбы, а также первым предупреждали о сокращении численности китов в Антарктике. Йорт работал над методами определения оптимального вылова, который обеспечил бы сохранение устойчивых популяций.
Йорт был разносторонним человеком, который мог применять свои широкие теоретические знания на практике.  В 1924 году он изобрёл новое промышленное механическое оборудование для извлечения китового масла из жира.  Также считается, что он был «практическим изобретателем креветочного промысла» по обе стороны Атлантики.  Креветки, в частности глубоководные креветки Pandalus borealis, были известными видами, но считались редкими и не заслуживающими добычи.  Около 1898 года Йорт адаптировал более ранние конструкции глубоководных тралов на мягких основаниях для глубоких норвежских фьордов и вскоре обнаружил огромные запасы Pandalus borealis.  Это открытие поначалу не впечатлило рыбаков.  Как вспоминает Г. Г. Морис, президент ICES в 1920–1938 годах, «Йорт не терял времени на споры.  Он пошёл на ловлю креветок, вернулся в гавань с захватывающим уловом и бросил его на набережную.  Этого было достаточно.  Благодаря этой демонстрации он заложил основы чрезвычайно прибыльного рыболовства и процветающей экспортной торговли». Много лет спустя, отправляясь в 1936 году в Гарвард, чтобы получить почётную степень, он предсказал, что глубоководные креветки будут найдены у побережья Новой Англии, поскольку экологические условия там аналогичны условиям норвежских фьордов с мягким дном.  Он получил командование исследовательским кораблем «Atlantis» и обнаружил огромное количество креветок именно там, где, по его прогнозам, они должны были быть; это открытие привело к формированию рыбного промысла креветок со стороны США.
Во время Первой мировой войны Йорт занялся политикой и, в частности, вопросом отношений с Германией и Великобританией.  Ему было предложено принять участие в переговорах между Норвегией и Англией для достижения соглашения о покупке рыбы, и он сделал это, предполагая, что соглашение будет обнародовано.  Министр иностранных дел Норвегии Нилс Клаус Илен, который боялся репрессий со стороны Германии, потребовал, однако, сделать это соглашение секретным.  В знак протеста Йорт подал в отставку, отойдя как от переговоров, так и сняв с себя должность директора по рыболовству, и на несколько лет покинул Норвегию.  Проведя это время в Дании и в Кембриджском университете, он в 1921 году получил должность профессора в Осло.
Хьорт часто участвовал в общественных дебатах, писал книги, очерки и газетные статьи на темы науки, политики, философии.
За свои достижения в области науки, практические исследования в области океанографии и рыболовства Йорт был удостоен нескольких наград, в том числе почётных степеней университетов Кембриджа, Гарварда и Лондона.  Он был членом ряда зарубежных научных обществ, включая Королевское общество. Ему была вручена первая в истории медаль Александра Агассиза, также он был удостоен орденов Святого Олафа, Нордстьернена и Даннеброга.
В своей книге о норвежских учёных Фрэнсис Булл дал следующее описание Йорта: «Как начальник, он не имел себе подобных; услужливый, добрый, терпеливый ― как будто равный; хотя отчасти с ним было сложно: он всегда был уверен в своей правоте; будучи подчинённым, он тоже был уверен в себе и всегда отстаивал свою точку зрения.
Был женат на Ванде Марии фон дер Марвиц (1868–1952), с которой он познакомился во время учебы в Мюнхене в 1893 году. Вместе у них было четверо детей. Его старшим сыном был судья Верховного суда Норвегии Йохан Бернхард Йорт (1895–1969).

## Избранные сочинения
- 1892: Zum Entwicklungscyklus der zusammengesetzen Ascidien. Zool. Anz. 15, 218–332.
- 1912 (with Sir John Murray): The Depths of the Ocean. Reprinted 1965 as Tomus xxxvii in the Historiae Naturalis Classica series.
- 1914: Fluctuations in the Great Fisheries of Northern Europe. Rapports, Conceil Permanent International pour l'Exploration de la Mer.
- 1921: The Unity of Science. Gyldendal, London.
- 1927: Utenrikspolitiske oplevelser under verdenskrigen (Foreign policy experiences during the world war). Gyldendal Norsk Forlag.
- 1931: The Emperor's New Clothes. Confessions of a Biologist. (Also published in Norwegian and in German.)
- 1933 (with G. Jahn and P. Ottestad): The Optimum Catch. Hvalrådets skrifter, 7, 92–127.
- 1935: Human Activities and the Study of Life in the Sea: An Essay on Methods of Research and Experiment. The Geographical Review (American Geographical Society).
- 1937: The story of whaling. A parable of sociology. Sci. Mon., London, 45, 19–34.
- 1938: The Human Value of Biology. Harvard University Press, Cambridge, Massachusetts.
- 1940: Tilbake til arbeidet (Back to work). Gyldendal Norsk Forlag.
- 1945: Krigen. Det store folkebedrag. Essays om dens problemer (The War: The Great Deception. Essays on its Problems).
- 1948: The renaissance of the individual. Journal of the International Council for the Exploration of the Sea, 15, 157–168.

## Память
В честь Йохана Йорта были названы:
- Исследовательские судна Johan Hjort: первое было построено в 1922 году, второе ― в 1932 , третье ― в 1990[7].
- Idioteuthis hjorti, кальмар[8]
- Balaenanemertes hjorti, ленточный червь
- Echinoclathria hjorti, губка
- Prionoglossa hjortii, пелагический моллюск
- Saccopharynx hjorti, морской угорь
- Горный массив Йорт, горный массив в Антарктиде
- Впадина Йорта
- Шкала зрелости Йорта
- Йохан Йортс Вей (улица Йохан Йорта) в Бергене